# Oncieu
Oncieu település Franciaországban, Ain megyében. Lakosainak száma 72 fő (2022. január 1.). Oncieu Aranc, Argis, Évosges, Nivollet-Montgriffon és Saint-Rambert-en-Bugey községekkel határos.

## Népesség
A település népességének változása:
| Lakosok száma | 63   | 63   | 68   | 89   | 97   | 99   | 89   | 80   | 77   | 72   |
|               | 1968 | 1982 | 1990 | 2006 | 2013 | 2015 | 2017 | 2019 | 2020 | 2022 |